# 胡亥
胡亥（こがい、拼音: Húhài）は、秦朝の第2代皇帝。帝号は二世皇帝。現代中国語では秦二世とも称される。姓は嬴（えい）、氏は趙（ちょう）。始皇帝の末子。

## 生涯

### 二世皇帝に即位
始皇帝の末子であり、始皇帝から寵愛を受けていた。
胡亥の年齢は、『史記』始皇本紀では、二世元年（紀元前209年）の皇帝即位の年に21歳であり、始皇17年（紀元前230年）生とするが、『史記』始皇本紀に附された『秦記』では同年12歳であり、始皇26年（紀元前221年）生としている。
始皇帝には二十数人男子がいたとされる が、また、姚氏は隠士が遺した章邯の書物にある「李斯は17人の兄を廃して、（胡亥）を二世皇帝として、今の王として擁立した」とする記録から、始皇帝の18番目の男子であると推測している。
始皇37年（紀元前210年）10月、父の始皇帝が5回目の巡幸に出た際、左丞相の李斯は始皇帝がお供となり、右丞相の馮去疾が留守を任された時、胡亥は巡幸のお供となることを願い、始皇帝に許され、巡幸に同行することになった。
巡幸中に始皇帝は発病し、ますます病は重くなった。そこで、胡亥の長兄にあたる公子の扶蘇へ、皇帝の印を捺した「（始皇帝の）喪を（秦の都である）咸陽で迎えて、葬儀を行え」という内容の文書を作り、与えることにした。皇帝の印が捺された文書は封印がされ、中車府の令（長官）であり、符璽（皇帝の印）を扱う事務を行う趙高のところにあり、まだ、使者には授けられていなかった。
同年7月、始皇帝は巡幸中に、沙丘の平台宮で崩御した。左丞相の李斯はこの知らせを秘密裏にし、すぐには発表しなかった。同時に宦官の趙高は胡亥にこの事を伝え、「扶蘇様が即位すれば、他の公子にはわずかな土地も与えられません」と告げた。胡亥は「父が決めた事に、私が何を口を挟むことがあろうか」と答えたが、趙高はさらに帝位の簒奪を促し、「殷の湯王や周の文王は主（夏の桀王・殷の紂王）を誅し、天下の人々は殷の湯王や周の文王の義を称えました。小事に拘って大事を蔑ろにすれば、後に害が及ぶものです。ためらえば必ず後悔することになります」と述べた 。度重なる訴えについに胡亥は趙高の謀略に同意し、その後趙高は宰相の李斯をも説得し、謀略に引き入れた。3人は始皇帝の詔を偽って胡亥自身は皇太子に即位し、長男の扶蘇と将軍の蒙恬には使者を送り、始皇帝の筆と偽って多数の罪状を記した書状を渡して、両名に死を賜った。
書状を受け取った扶蘇はすぐに自殺したが、蒙恬はこれを疑って再度の勅命を要求した。胡亥は蒙恬を許すことを望んだが、趙高はかつて蒙恬の弟である蒙毅が、自身を法に基づいて死罪にしようとしていたことを恨んでいたため「先帝（始皇帝）は長らく優れていた胡亥様をこそ、太子に立てようと望んでおられました。しかしこれに蒙毅が反対していたため、実現に至らなかったのです。これは不忠にして、主君を惑わすものです。誅殺するに越したことはありません」と唆した。胡亥はこれを聞くと蒙恬・蒙毅を投獄した。胡亥が咸陽に着くと、始皇帝の死を発表し、太子である胡亥は即位し、二世皇帝となった。

### 蒙恬・蒙毅の処刑
同年9月、始皇帝を驪山に葬った。胡亥は始皇帝の後宮の女官らを、全て始皇帝に殉死させた。また始皇帝の棺をすでに埋めた後で、「工匠たちは（始皇帝の墓の）機械をつくったので、全員が埋蔵されたものを知っています。埋蔵されたものは貴重であり、埋蔵したものが外に漏れたら、大ごとになります」という進言を受けて、墓の中門と外門を閉めて、埋蔵に従事した工匠たちを全て閉じ込めて、二度と出られないようにした。さらに、墓の上に草や木を植え、山のように見せかけた。
胡亥は趙高を側近として信任した。趙高は、蒙恬兄弟を中傷して、その罪過を探し、弾劾した。胡亥の兄 である子嬰は、蒙恬兄弟をいたずらに処罰することを諫めたが、胡亥は聞き入れなかった。
また、時期は不明ながらこの頃、胡亥は趙高を召して「私は耳目に心地よいものや心から楽しいと思うものを全て極めつくした上で、宗廟を安んじて、天下万人を楽にして、長く天下を保ち、天寿を終えたいと望んでいる。このようなことを可能にする手立てはあろうか？」と尋ねた。趙高は「法を厳しく、刑罰を過酷にして、一族を連座させ、大臣を滅ぼし、（胡亥の）親族を遠ざけて、陛下（胡亥）が新しく取り立てたものをお側に置けば、枕を高くして楽しみを得らえるでしょう」と答えた。胡亥は同意して、法律を改めて、群臣や公子に罪あるものがいれば、趙高に引き渡して、糾問させた。
胡亥は蒙毅に使者を遣わして「先主（始皇帝）は、（胡亥を）太子に立てようとしたのに、卿は反対した。丞相（李斯）は、卿が不忠であるとみなしている。罪は、宗族に及ぶほどであるが、朕（胡亥）は忍びないので、卿に死を賜う（自殺すれば、罪は宗族に及ばないという意味）」と言い渡した。蒙毅は弁明の機会を要求したが、使者はこの言葉に耳を傾けず蒙毅を殺害した。続いて、胡亥は蒙毅の兄の蒙恬にも使者を遣わし、蒙毅の罪を糾弾した。蒙恬は胡亥への諫言の後に罰を受ける事を要請したが、使者は「私は詔を受けて、法を将軍に執行しようとしているだけです。将軍の言葉を上（胡亥）にお伝えすることはできません」と答えた。蒙恬は毒薬を飲んで自決した。

### 公子らの粛清
胡亥は法令の作成の職務を趙高に依頼しており、ある時「大臣は私に服しておらず、官吏はなお力を持っている。諸々の公子に及んでは、必ず私と争う気でいる。どうすればよいのか？」と尋ねた。趙高は「群臣に相談せずに大いに武力を振るってください」と促し、胡亥はこれを受けて大臣や諸々の公子の粛清を実行した。公子12人は咸陽の市場で処刑され、公主10人は杜（地名）において車裂の刑に処された上に市場で晒し者とされ、財産は朝廷に没収された。公子の一人であった高などは逃亡しようとしたが、一族が連座するのを恐れ、自ら始皇帝への殉死を訴え出た。
同年4月、胡亥は始皇帝の開始した阿房宮の工事の再開を命じ、「今、阿房宮が完成しないままに放置したら、先帝の行いを過ちであったと咎める所業である」と述べた。また郡県に物資や食料の上納を命じ、豆や穀物、まぐさを徴発して咸陽に運ばせたため、咸陽の周囲300里は収穫した穀物を食べることすらできなくなったという。また、法令や誅罰は日々厳しさを増していき、道路の工事や租税の取り立てがますます重くなり、兵役や労役は止むことがなかった。

### 陳勝・呉広の乱
同年7月、秦の朝廷への大規模な農民反乱である陳勝・呉広の乱が、南方の楚にて勃発する。反乱を起こした陳勝たちは陳を制して張楚の王を名乗り、また国内各地に武将を派遣して秦の官軍の攻略を命じ、反乱には数え切れないほどの農民が参加した。
胡亥は使者から反乱の事実を伝えられたが、これに怒って使者を獄に繋いだ。その上で諸々の学者や博士を召して「楚の守備兵（陳勝・呉広たち）が蘄を攻略し、陳に侵入したようだ。君たちはどう見るか」と尋ねた。多くの者は「これは反乱ですので、すぐに軍を出して討伐してください」と答えたが、学者の一人であった叔孫通は「ただの盗賊や泥棒ですので、郡の守尉がすぐに捕らえるでしょう。心配に及びません」と回答した。胡亥は叔孫通の言葉に同意し、全ての学者に対して改めて「反乱と捉えるか、盗賊と捉えるか」と答えさせた。胡亥は「反乱である」と答えた学者を取り調べさせ、「言うべきではないことを言った」との理由で投獄した。胡亥は、叔孫通に絹20匹と衣一組を賜い、博士に昇進させた。官舎に帰った叔孫通は、「危うく虎口を脱しそこねるところだった」と話して、すぐに朝廷から逃亡したという。
同年9月、陳勝の配下である周文の軍が、戯において数十万の兵を率いて陣を布いた。ここに至って胡亥は驚きを露わにし、群臣に「どうすればいいのか？」と諮った。少府の章邯は「盗賊はすでに接近しており、今から近くの県から兵を徴発しても間に合いません。驪山には多くの囚人がいますので、彼らに武器を与えて盗賊を攻撃させてください」と提案し、胡亥は章邯を将に任じて、周文を攻撃させた。章邯は周文を打ち破り、周文は敗走した。二世二年（紀元前208年）11月、章邯は重ねて周文を攻撃し、周文は死亡した。
この頃から、丞相の李斯はしばしば胡亥を諫めようとしていたが、胡亥は李斯が諫めることを許さず、逆に「私には私の考えがある。古代の聖人君子であった堯・禹らは、衣食住を質素とし、捕虜よりも重いほどの労役を自ら行ったが、これは愚か者の行為であり、賢君の行為ではない。賢君とは天下を己の思い通りに治めるものであり、自分を満足させることさえできないのに、天下を治めることができるだろうか」と反論した。李斯は保身のために忖度して「堯や禹のやり方は間違っていました。君主が独断専行を行い、厳しい刑罰を実行すれば、天下の人々は罪を犯す事はないでしょう。賢君は嫌う臣下を廃し、好きな臣下を取り立てるものです。仁義の人、諫言を行う臣、節に死ぬ烈士を遠ざけるべきです。臣下への統制が厳格なものとなれば、天下は富み、君主の快楽はさらに豊かなものになるでしょう」と上書したので、胡亥はこれに喜んだという。以降、胡亥は臣下への圧迫・刑罰がますます厳しくなり、民から重い税を取り立てるものが優秀な役人とされた。また民衆の中にあっても刑罰に処されたものは国民の半数にも達し、処刑されたものは日々市に積み上げられたという。

### 丞相・李斯の刑死
この頃、胡亥は、趙高から「陛下は若くして皇帝に即位されたばかりであるため、陛下に過ちがあれば、群臣たちに短所を示すことになります。天子が『朕』と称するのは、「きざし」という意味ですから、群臣に声も聞かせないことです」という進言を受ける。これ以降、胡亥は常に禁中にこもり、大臣たちは趙高を介してしか対面できなくなった。
丞相の李斯はこの措置に不満を持ったが、趙高は表向き李斯に「胡亥を諫めてほしい」と伝え、胡亥が酒宴を行っている時に限って李斯に上殿を要請したため、胡亥は李斯が酒宴の時に限って訪ねてくることに憤りを漏らした。すると趙高は「李斯は故郷の近しい陳勝たちと内通し、君主位の簒奪を狙っています」と讒言した。これを聞いた胡亥は、李斯への取り調べを開始した。李斯は上書して「趙高には謀反の志があります」と訴えたが、胡亥は「趙高は忠義によって昇進し、信義によって今の地位にあるのだ。趙高の人柄は清廉で忍耐力があり、下々の人情に通じている。朕は趙高をすぐれた人物と思っている。君も彼を疑ってはいけない」と趙高を擁護した。李斯はなおも「そうではありません。趙高は元々、賤しい出身であり、道理を知らず、欲望は飽くことは無く、利益を求めて止みません。その勢いは主君（胡亥）に次ぎ、その欲望はどこまでも求めていくでしょう。ですから、私が危険であると見なしているのです」と処断を求めたが、胡亥は李斯が趙高を殺すことに恐れを抱き、趙高にこの頃を告げた。趙高は「私が死ねば、丞相は秦を乗っ取るでしょう」と答え、胡亥は李斯の身柄を趙高に引き渡すよう命じた。
この年の9月には、陳勝に代わって反乱軍の首領となっていた項梁が、章邯に敗れて戦死している。これに時期を近くして、右丞相の馮去疾・左丞相の李斯・将軍の馮劫は胡亥を諫め、「関東の群盗らは数多く、未だに決起は止むことはありません。これは民が兵役や労役で苦しみ、賦税が大きいからです。しばらく阿房宮の工事を中止して、四方の兵役や輸送の労役を減らしてください」と訴えた。しかし胡亥は「『（古代の聖人である）尭や舜の生活が質素であり、苦役を行った。天子が貴いのは、意のままにふるまい、欲望を極めつくして、法を厳しくすれば、民は罪を犯さず、天下を制御することができる。天子であるにもかかわらず、質素な生活と苦役を行い、民に示した舜や禹は手本にすることはできない』と韓非子は言っている」と反論した上、「朕（胡亥）は帝位につきながら、その実がない。私は（皇帝・天子の）名にふさわしい存在となることを望んでいる。君たちは先帝（始皇帝）の功業が端緒についたことを見ていたであろう。朕が即位して2年の間、群盗は決起し、君たちはこれを治めることができなかった。また、先帝の行おうとしていた事業（阿房宮の工事など）を止めさせようと望んでいる。先帝の報いることもできず、さらに朕にも忠義と力を尽くしていない。どうして、その地位にいることができるのか？」と言って、馮去疾・李斯・馮劫を獄に下して、余罪を調べさせた。馮去疾と馮劫は自殺し、李斯は禁錮させられた。
胡亥は、趙高に、李斯の罪状を糾明して裁判することを命じ、李由の謀反にかかる罪状について、糾問させた。李斯の宗族や賓客は全て捕らえられた。胡亥は使者を派遣して、李斯の罪状を調べさせたところ、李斯は趙高の配下による拷問に耐えられず、罪状を認めてしまった。胡亥は、判決文の上奏を見て、喜んで言った。「趙君（趙高）がいなければ、丞相（李斯）にあざむかれるところであった」。胡亥が取り調べようとしていた三川郡守の李由は、使者が着いた時には、項梁配下であった項羽と劉邦と戦い、戦死した後であった。趙高は李斯の謀反にかかる供述をでっちあげた。
李斯に五刑 を加え、咸陽の市場で腰斬するように判決が行われた。李斯の三族も皆殺しとなった。
この頃、王離（王翦の子の王賁の子）に命じて、趙を討伐させる。王離は趙歇・張耳らの籠る鉅鹿を包囲した。

### 鹿を謂いて馬となす
二世三年（紀元前207年）、胡亥は李斯に代わって趙高を中丞相に任命し、諸事は大小に関わらず全て趙高が決裁することとなった。この頃、秦の将軍の章邯は、朝廷に背いて王を名乗った趙歇の居城・鉅鹿の包囲に向かっていたが、同年12月、楚軍を率いる項羽が趙を救援し、鉅鹿を囲む秦軍を大破して秦軍の包囲を解いた。魏・趙・斉・燕の諸侯の軍は項羽に属することになった（鉅鹿の戦い）。翌年1月には楚軍の項羽率いる諸侯連合軍により、秦の将軍で王翦（始皇帝の中華統一に貢献し、項羽の祖父の項燕を戦死させた）の孫の王離が捕らえられ、さらに同年3月には同じく楚軍の劉邦が秦将の趙賁・楊熊らを破った。楊熊は滎陽へ敗走したが、胡亥は使者を派遣し、楊熊を処刑して見せしめとした。
同年4月、項羽率いる楚軍は章邯を攻め、章邯はしばしば退却を取ったため、胡亥は使者を派遣して章邯を叱責した。章邯は副将の司馬欣を首都咸陽に派遣して援軍を要請しようとしたが、司馬欣は趙高に捕縛され処刑されそうになったため、司馬欣は咸陽から逃げ出した。そのため最終的に、章邯は司馬欣の勧めもあって楚軍に降伏し、項羽によって章邯は雍王に封じられた（鉅鹿の戦い）。
この頃から、趙高は胡亥の弑殺を企むようになり、その前段階として群臣たちの思惑を問い質そうとした。そこで趙高は鹿を用意し、「馬です」と称して胡亥に献上した。胡亥は「鹿の事を馬だと言うとは、丞相は何を間違えたのだ」と笑って答えたが、胡亥が左右の群臣たちに問うと、ある者は沈黙し、ある者は趙高に阿り従って「馬です」と言い、ある者はその通りに「鹿です」と言った。趙高は「鹿です」と答えた諸々の者たちを、密かに処罰したとされる。これが、いわゆる「指鹿為馬（鹿を指して馬となす）」の故事となる出来事であった。

### 望夷宮の変とその後
この頃胡亥は、1匹の白虎が自分の馬車を轢く左の馬を食い殺してしまう、という夢を見て不安を感じ、夢占いの博士と相談した後に、咸陽宮から涇水周辺にある望夷宮へと移った。その後も趙高による謀反の計画は進行し、そしてついに同年の某日、趙高の娘婿の閻楽が「宮中に賊が入った」と称して兵士たちを率いて宮中に押し入り、胡亥の寝所にまで押し寄せ、胡亥の罪状を数え上げて「あなたは無道な君主であり、天下の者は皆あなたに背いている。あなたは自裁するべきである」と言い渡した。
胡亥は「丞相（趙高）に会うことはできないのか」と尋ねたものの聞き入れられず、さらに「（位を退くから、せめて）郡王にしてくれないか」と求めたが、閻楽は同意しなかった。胡亥はなおも「（それならさらにせめて）万戸侯にしてくれないか」と臨んだが、閻楽はこれにも同意しなかった。そして最後に胡亥は、「妻子ともども、平民百姓としてでも良いから生かしてほしい」と懇願した。しかし閻楽は「私は丞相の命を受け、天下の百姓に代わってあなたを死刑に処す。あなたは多くを話したが、敢えて丞相に報告することはない」と語った。胡亥は生き延びられない事を知り、自害させられた。これが『史記』始皇本紀に記された、胡亥の死の顛末である（望夷宮の変）。
また『史記』李斯列伝に記述された異説として、上述の「指鹿為馬」の事件の後に、胡亥は自分の気がおかしくなったのではないかと考え、占い師と相談した上で上林苑（皇帝の苑）に入って毎日遊びや狩りに熱中しており、ある時上林苑の中に立ち入った者があったため、胡亥は自らその者を射殺した。趙高は胡亥を諫めて「天子が理由もないのに、無辜の人を殺したとは、上帝（天帝）が禁じていることです。祖霊も祀りをうけいれず、天はいまにも（胡亥に）災いをくだすでしょう。遠く咸陽宮を避けて、御払いをなさるべきです」と告げたため、胡亥は皇居から出て、望夷宮へと移ったという経緯であったとされる。そしてその3日後に、趙高は服喪である白い衣を着せてた衛士を率いて望夷宮に入り、胡亥に「山東の群盗の兵が大勢来ました！」と告げた。胡亥は楼の上に登り、入ってきた喪服の兵士たちを見て恐れ慄き、趙高に脅された胡亥は自ら命を絶った、という経緯であったと記されている。
趙高は胡亥から皇帝の玉璽を奪い取ったが、百官が従わなかったため、胡亥の兄 である子嬰に玉璽を渡し、同年9月、子嬰は正式に秦王に即位する。胡亥は庶民の礼式のみを以て、杜南の宜春苑の中に葬られた。

### 後世の風説と逸話
始皇32年（紀元前215年）、始皇帝の巡遊中に、方士である燕人の盧生が人を遣わして、海より持ち帰り、鬼神の事を記したものとして『録図書』という書物を奏上してきた時、秦を滅ぼす者は胡なり」という一文が記されていた。始皇帝はこのため、将軍の蒙恬に命じ、30万の軍を出動させて、北の胡人（匈奴）を討伐させ、河南の地（オルドス地方）を奪い取った。
後漢の学者である鄭玄はこの事を指して、「『胡』とは胡亥、秦の二世皇帝の名である。秦（始皇帝）は図書（録図書）を見て、それが人名であるとは思わず、北の胡人に備えてしまったのだ」と論じている。
また、胡亥が咸陽城を漆で塗ろうとしたところ、優旃（秦に仕えた小人の芸人。冗談が巧みだったと伝わる）が「漆を塗るのは容易ですが、乾燥室が作れません」と冗談めかして諫めたため、胡亥が笑って、中止したという逸話がある。
前漢時代に記されたと見られる『趙正書』では、病気が重くなり死の淵にあった始皇帝（ただし、『趙正書』では皇帝に即位せず、秦王）が、李斯と馮去疾が胡亥を後継とすることを提案し、始皇帝の同意を受け、胡亥は正式に秦王として即位している。『趙正書』において、胡亥は子嬰や李斯の諫言を聞かず、李斯を処刑し、趙高を用いて、趙高に殺されている。

### 評価
前漢の政治家である賈誼は、その著書『過秦論』の中で、胡亥を次のように評価している。
「秦の二世皇帝（胡亥）が即位すると、天下の人は全て彼の政治に期待を込めた。もし、二世が並みの君主の行いをして、始皇帝の（苛政による）過ちを正して、封建制にもどし、礼制度を整え、罪人を開放し、法や刑罰を緩くして、労役や税を軽くし、民を救済して、行いを修め、各々が身を慎めるようにすれば、天下の民心は帰服したであろう。しかし、二世は無道の政治を行い、阿房宮の建造を行い、刑罰を厳しくし、賞罰は不適当で、労役や税を重くし、民が困窮しているのに、救おうとしなかった。反乱が起きても、秦の君臣は責任のがれをし、刑死するものが多く、皇帝・官吏・庶民まで安心して暮らすことができなくなった。胡亥が皇帝に即位して天下を治めながら、殺戮されてしまったのは、始皇帝から続いた民心が安定しない政治を正すことを（正すどころか、より厳しい政治を行うことで）誤ったからである」。
また、後漢の歴史家である班固は、胡亥のことを「胡亥は極めて愚かだった。驪山や阿房宮の工事を行い、『天下を有するものが（天子）が貴いとされるのは、意のままにふるまい、欲望を極めつくすからである』と言った。大臣が始皇帝の事業を中止したいと望んだら、（諫めた）李斯と馮去疾を処刑し、趙高を信任した。（胡亥の言葉は）人の頭を持ちながら、獣の鳴き声（のようなもの）だ！　悪を重ねなければ、空しく滅びることもなかったろうに！　帝位にとどまることができない状況でも、残虐な所業を行い、滅亡の時期を早まらせた。要害の国にいても、なお存続はできなかったのだ」と評している。
『趙正書』では、「胡亥は諫言を聞かなかったために、即位して4年で殺されて、（秦）国は滅びてしまった」と評している。
鶴間和幸は「（上述した通り、胡亥が12歳で即位して、15歳で死去したことを前提として）暗愚で無能な皇帝という評価を下すには若すぎる。むしろけなげに父始皇帝のあとを見届けた少年皇帝であった」と評している。

## 年齢・家族等に関しての研究
- 日本の歴史学者である鶴間和幸は「『史記』のなかで、胡亥自身が趙高に向かって「朕は年少で（略）」とこぼす場面があり、趙高も胡亥に「いま陛下は春秋に富んでいる」といい（略）。古代では十代やそれ以下の年齢で皇帝に即位したときには、臣下は皇帝に向かって年少というのをはばかり、「春秋に富む」という婉曲的な表現を用いた。前漢では（略）少年皇帝に使用された表現で、21歳の青年皇帝にいうものではなかった」とみなし、胡亥が12歳（紀元前221年）で即位したことを前提にして論じている[24]。
- 日本の歴史学者である藤田勝久は胡亥の母について「少なくとも扶蘇とはちがう母の生まれで、趙のバックアップを受けたことは間違いない。なぜなら趙高は、戦国趙の一族でもあったし、始皇帝が亡くなった沙丘の平台は、戦国趙の離宮だったからである。そこで沙丘の陰謀には、かつての趙の勢力が控えており、そのため李斯はどうすることもできなかったのであろう」と論じている[25]。

## 参考論文
- 藤田勝久「秦始皇帝と諸公子について」『愛媛大学法文学部論集 人文学科編』第13号、愛媛大学法文学部、2002年、1-23頁、ISSN 13419617、NAID 120006526182。
- 工藤卓司, クドウタクシ「北京大学蔵西漢竹書『趙正書』における「秦」叙述」『中国研究集刊』第63号、大阪大学中国学会、2017年6月、188-212頁、doi:10.18910/70152、ISSN 0916-2232、NAID 120006498351。